# (1893) Jakoba
(1893) Jakoba est un astéroïde de la ceinture principale.

## Description
(1893) Jakoba est un astéroïde de la ceinture principale. Il fut découvert le 20 octobre 1971 à l'observatoire Zimmerwald par Paul Wild. Il présente une orbite caractérisée par un demi-grand axe de 2,71 UA, une excentricité de 0,06 et une inclinaison de 10,0° par rapport à l'écliptique.
L’astéroïde porte le nom du géologue suisse et grand-père du découvreur, Jakob Oberholzer (1862-1939).

## Compléments